# Lamproxynella heliodes
Lamproxynella heliodes är en tvåvingeart som först beskrevs av Friedrich Georg Hendel 1914.  Lamproxynella heliodes ingår i släktet Lamproxynella och familjen borrflugor. Inga underarter finns listade i Catalogue of Life.